# Alexandru Rotaru
Alexandru Rotaru (n. 11 iunie 1989, Ion Creangă, România) este un fost deputat român, ales în legislatura 2016-2020. A depus jurământul de credință în Parlamentul României la 21 decembrie 2016.
Între 2014-2016 a fost președintele Organizației de Tineret a PSD Neamț - a fost înlăturat din această funcție la cererea președintelui  PSD Neamț  Ionel Arsene.